# Bebearia ikelemba
Bebearia ikelemba е вид пеперуда от семейство Многоцветници (Nymphalidae). Видът не е застрашен от изчезване.

## Разпространение и местообитание
Разпространен е в Демократична република Конго.
Обитава гористи местности, блата, мочурища и тресавища.